# Celastrus chiapensis
Celastrus chiapensis är en benvedsväxtart som beskrevs av Lundell. Celastrus chiapensis ingår i släktet Celastrus och familjen Celastraceae. Inga underarter finns listade.